# Ruch amerykanizacji
Ruch amerykanizacji – ruch społeczny w Stanach Zjednoczonych, stawiającym sobie za cel ścisłą integrację imigrantów ze społeczeństwem amerykańskim. Przed drugą połową XX wieku taki proces asymilacji imigrantów określano mianem amerykanizacji.
Ruch amerykanizacji był w dużej mierze spontaniczny i nie poparty świadomą polityką państwa. Jednym z istotnych mitów narodowych Stanów Zjednoczonych była wizja tego kraju jako tygla narodów, w którym poszczególne nacje stapiają się w harmonijną całość. Stały napływ imigrantów był zawsze bardzo ważny dla amerykańskiej gospodarki, a ich integracja ze społeczeństwem była zakładana jako oczywista.
Przekonanie to uległo rewizji wraz z I wojną światową. Amerykańska opinia publiczna uświadomiła sobie, że społeczeństwo amerykańskie nie stanowi zintegrowanej całości, lecz w jego ramach funkcjonują liczne grupy pielęgnujące swoje etniczne odrębności. Wzrost nastrojów nacjonalistycznych i poczucia wrogości wobec krajów z którymi prowadzono wojnę (szczególnie Niemiec), spowodował, że świadoma i wymuszana amerykanizacja stała się ważnym tematem polityki wewnętrznej Stanów Zjednoczonych.
Program amerykanizacja realizowany był zarówno przez rząd, jak i stowarzyszenia obywatelskie (np. YMCA). Wspierany był również przez amerykański przemysł, zatrudniający imigrujących robotników. Opierał się przede wszystkim na systemie edukacji i różnorodnych instytucjach pomocy imigrantom. Działalność tego typu była bardzo popularną formą obywatelskiego zaangażowania i okazywania patriotyzmu (np. w takich stowarzyszeniach jak Daughters of the American Revolution).
Amerykanizacja poprzez edukację obejmowała początkowo nabycie podstawowych umiejętności i wiedzy, takich jak język angielski, historia Ameryki oraz podstawy wiedzy o amerykańskim społeczeństwie i państwie. Miała ona pomagać w naturalizacji imigrantów, czyli staniu się pełnoprawnym obywatelem. Wraz z popularyzacją ruchu, uległa jednak rozszerzeniu, tak, że obejmowała tematy od gotowania po opiekę nad dziećmi. Tego typu kursy nie tyle miały uczyć pewnych umiejętności, co specyficznego „amerykańskiego” stylu życia.
Po I wojnie światowej ruch amerykanizacji stopniowo wytracał energię, by praktycznie wygasnąć w latach dwudziestych. Zbiegło się to z dyskusjami na temat tego, czym naprawdę jest tożsamość amerykańska czy amerykański naród, oraz rosnącą akceptacją pluralizmu kulturowego, który ostatecznie podważył wiarę w słuszność amerykanizacji.